# Mala Vranovina
Mala Vranovina – wieś w Chorwacji, w żupanii sisacko-moslawińskiej, w gminie Topusko. W 2011 roku liczyła 1 mieszkańca.